# Midwinter II: Flames of Freedom
Midwinter II: Flames of Freedom est un jeu vidéo d'action-aventure et de stratégie développé par Maelstrom Games et édité par MicroProse en 1991 sur Atari ST, Amiga et DOS. Les environnements sont réalisés en 3D surfaces pleines et se parcourent une vue à la première personne ; une grande partie des décors est générée par fractales.
L'histoire se déroule dans un futur post-apocalyptique sur un archipel d'îles dans l'Océan Atlantique. Le joueur y incarne un agent secret qui doit libérer ces îles du tyrannique Empire Saharien. Chaque île doit être libérée en réalisant une série de missions, mais le joueur peut les accomplir dans n'importe quel ordre et par plusieurs moyens.
Midwinter II fait suite à Midwinter, et fut suivi par Midwinter III: Ashes of Empire.

## Scénario
L'action se déroule plusieurs années après les événements du jeu Midwinter. Ce dernier décrit comment une météorite a déclenché un hiver nucléaire après avoir frappé la Terre, forçant une poignée de survivants à se réfugier dans une île nouvellement émergée, Midwinter, puis à se battre contre le tyrannique General Masters pour le contrôle de l'île.
Plusieurs dizaines d'années plus tard, Midwinter doit être évacuée parce que l'hiver nucléaire s'estompe, que la planète se réchauffe et que le niveau des mers remonte. Sa population découvre l'existence d'un archipel voisin de la côte africaine et y migre. Cependant, un empire centré sur le Sahara obtient la domination de tout l'archipel, à l'exception de l'île d'Agora. Les 41 îles ainsi dominées sont appelées les îles esclaves, et le sort de leur population n'est guère enviable. L'armada saharienne menace de plus d'envahir Agora d'un jour à l'autre. Les services secrets d'Agora décident donc d'envoyer leurs agents pour pousser les îles esclaves à la rébellion. Le joueur incarne l'un de ces agents.

## Système de jeu

### Modes de jeu
Midwinter II propose plusieurs modes de jeu : le mode entraînement, où le joueur se déplace librement sur l'île d'Agora sans rencontrer d'ennemis ; le mode raid, où le joueur part libérer une île, et enfin le mode campagne, où il faut libérer les îles les unes après les autres avant que l'Empire Saharien n'envoie son armada.

### Création de personnage
De façon innovante pour un jeu d'action de 1991, Midwinter II permet au joueur de créer son propre personnage. Il commence par choisir son nom et son sexe, puis crée son visage (en choisissant parmi plusieurs nez, plusieurs bouches, etc), et enfin ses caractéristiques physiques (qui servent pour éviter les blessures, se reposer plus efficacement, etc) et mentales (qui lui permettent de convaincre les personnages rencontrés).

### Missions
À chaque île est attribuée une difficulté, notée avec un à cinq crânes. Les plus difficiles à libérer sont les trois bastions de Lobos, Dhafra et Camargo. Pour libérer une île occupée, il faut s'y rendre et accomplir toutes les missions de cette île. De plus, une île esclave qui ne peut plus tracer de route jusqu'au continent africain ou à un bastion (par exemple si l'île est entourée d'îles libérées) se libère toute seule.
Les missions peuvent être de plusieurs types : assassiner des dirigeants de l'Empire Saharien, détruire des bâtiments ou des unités militaires, recruter ou sauver des membres potentiels de la résistance, ou récupérer des documents secrets.
Une fois une île libérée, ses habitants offrent au héros une somme d'argent (qui augmente avec chaque unité militaire saharienne que le héros a détruite), un cadeau de valeur (par exemple un palais ou un guépard apprivoisé), et une arme secrète qu'il peut employer dans une mission ultérieure.

### Déplacement
Une fois sur une île, le joueur peut la parcourir dans différents véhicules. Par opposition aux étendues enneigées de Midwinter, Midwinter II se déroule intégralement sous les tropiques, avec un sol vert, des palmiers, et un ciel et une eau bleue.
De temps en temps apparaissent des unités militaires sahariennes, qui tentent d'abattre le héros à coups de missiles. Le héros peut les détruire pour avoir la paix et toucher une récompense, ou en profiter pour saisir un des véhicules ennemis. Quand le héros est à pied, il peut collectionner plusieurs types d'armes à feu. La plupart des véhicules sont armés de missiles ou de torpilles à tête chercheuse, à l'exception du char qui porte un canon, du ballon qui permet d'employer les armes récupérées à pied, et des bus et trains qui sont désarmés.
Les déplacements, surtout à pied, fatiguent le héros, qui doit se reposer de temps en temps. Les ennemis ou les accidents peuvent également le blesser, et le repos lui permet de se guérir. Le héros ne peut cependant pas mourir de ses blessures.

### Personnages
Au cours des pérégrinations du héros, il peut tomber sur des personnages non-joueurs et discuter avec eux. Certains sont tout de suite prêts à l'aider, et à lui fournir divers avantages comme un nouveau véhicule, l'emplacement d'un lieu secret ou un nouveau contact. D'autres demandent d'être convaincus (grâce aux caractéristiques mentales du héros) ou demande au héros de d'abord remplir une tâche pour eux.
Certains personnages font jeter le héros en prison. La prison entraîne surtout une perte de temps, mais le héros a chaque jour l'occasion d'essayer de s'évader, par la force, la séduction ou la corruption. Les chances de réussite dépendent de la personnalité du gardien du jour, et des caractéristiques mentales du héros.

### Modes de transport
Midwinter II permet au héros d'emprunter de nombreux modes de transport, vingt-deux au total. Par défaut, le héros est à pied; il peut nager et même plonger sous l'eau. S'il tombe d'un appareil volant, il peut diriger son parachute.
D'autres moyens de transport peuvent être obtenus en saisissant un véhicule ennemi, en trouvant un véhicule caché ou en obtenant un d'un personnage non-joueur. Parmi ces véhicules se trouvent :
- Des véhicules terrestres : jeep, camion, bus, tank et train. Certains de ces véhicules peuvent être trouvés circulant paisiblement sur une route ou une voie ferrée.
- Des véhicules aériens : zeppelin, montgolfière, biplan et hélicoptère. Une fusée dorsale existe mais n'est disponible qu'en tant qu'arme secrète si le joueur a sauvé l'île de Galva.
- Des véhicules marins : bateau, hors-bord, sous-marin et sous-marin de poche.
- Des véhicules amphibies : tank sous-marin (qui peut rouler sous l'eau), sous-marin volant (un véhicule en forme de raie manta qui vole aussi bien qu'il plonge), hydravion et aéroglisseur.

## Accueil
Midwinter II reçoit des critiques très élogieuses par la presse spécialisée, qui le considère plus réussi encore que le premier opus. Selon ACE, le mélange d'action, de stratégie, d'interaction avec les personnages et de guerre à grande échelle rend le jeu excellent. Sa seule profondeur de jeu en fait un classique, estime le magazine anglais.
- ACE 950/1000 • Amiga Format 87% • C+VG 96% • CU Amiga 92% • Génération 4 95% • Joystick 96% • The One 93%

## À noter
Aux États-Unis, Midwinter II est simplement titrée Flames of Freedom.